# Conura acutigaster
Conura acutigaster is een vliesvleugelig insect uit de familie bronswespen (Chalcididae). De wetenschappelijke naam is voor het eerst geldig gepubliceerd in 1992 door Delvare.